# 曽我部清典
曽我部 清典（そかべ きよのり、1952年 - ）は、日本のトランペット奏者、ソリスト、ブラスエデュケーター。スライド付きトランペット「ゼフュロス」の発案者としても知られる。

## 略歴
愛媛県宇摩郡土居村（現・四国中央市土居町）生まれ。愛媛県立新居浜西高等学校卒。東京芸術大学音楽学部器楽科卒。トランペットを中山富士雄、北村源三、永田粋睦らに師事。埼玉県吉川市在住。
芸大在学中より作曲家・近藤譲率いる現代音楽アンサンブル「ムジカ・プラクティカ」に参加し、その解散までに内外の新作を100曲以上初演。1994年（大阪）から日本人トランペット奏者として初めて全曲現代作品によるリサイタルを開き、2001年にはヨーロッパ各地でソロリサイタルを開催した）。1996年よりは毎夏、故郷である愛媛県でリサイタルを開いている。
ALMレコードより「今日までそして明日から」「透明な孤独」「トキノコダマ」「トキノコダマ2」のCD4枚をリリースしている。近藤譲をはじめ、武満徹、中川俊郎、ジョン・ケージなど多くの作曲家の曲が収められている。
現在音楽のスペシャリストとして活動する一方、「上野の森ブラス」（金管アンサンブル。現在は金管五重奏の形態での活動が主体となっている）のコンサートマスターとして活発な演奏活動を展開、LP1枚（自主制作盤）・CD4枚（東芝・徳間（2枚）・日本クラウン）をリリースしているほか、中東・アフリカ・フランス・ロシアなどにおいて海外公演も行なっている（2007年8月20日には、パリでエプシロンアンサンブルとジョイントコンサート、翌日に単独公演）。
洗足学園音楽大学講師として後進の指導にあたり、合宿形式のワークショップ「トランペット未来塾」を各地で開催し演奏家養成に取り組む。またインターネット上ではebakos（エバコス）名で奏法などの相談にのる。
2005年には中川俊郎、松平敬とともに結成した「双子座三重奏団」の活動が注目された。
2007年11月現在、上野の森ブラス、ブラスエクストリームトウキョウ、アンサンブルコンテンポラリーα、東京現代アンサンブルCOMeT、双子座三重奏団に参加。上野の森ブラスコンサートマスター。ブラスエクストリームトウキョウ代表。日本トランペット協会常任理事。

## 使用楽器

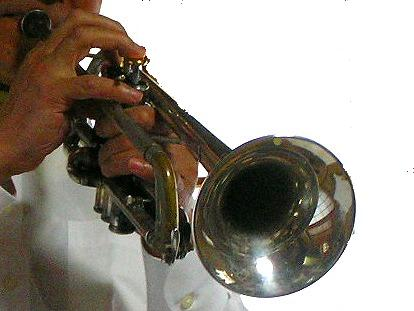
曽我部清典使用楽器

B♭管はヤマハ・Xeno（型番は未確認）だが、市販モデルと比較すると各部分に改良・改造がなされている。C管は、詳細は確認できていないが、ヤマハか。ピッコロトランペットは、ヤマハのほか、ベルが木製のものを使用（形状からストンビ製と推測）したこともある。
スライド付きピストン・トランペット（本人により「Zephyros」と命名）を発案し、これまでにYAHAMA、ネロ楽器、パルドン楽器、GLOBAL、BEST BRASSの各社により製作・改良がなされた。中川俊郎をはじめ多くの作曲家からZephyros用の曲が寄せられている。
マウスピースはBEST BRASSの曽我部清典モデル。
BEST BRASSの濱永晋二と共同して音程のよいワウワウミュートを開発しているが、本人は、「ミュート」という語ではなく、音色をさまざまに変換させるという観点から「サウンド・トランスフォーマー」という語を提案している。